# Chicane
Chicane (настоящее имя — Николас Брейсгердл (англ. Nicholas Bracegirdle); род. 28 февраля 1971 в Бакингемшире, Англия, Великобритания) — британский музыкант, композитор, автор песен и продюсер. Наиболее известные композиции: «Offshore», «Saltwater», где использован вокал Мойи Бреннан, вокалистки группы Clannad, а также один из хитов Брайана Адамса «Don’t Give Up», вошедший в десятку лучших в чартах Европы и Австралии.
Дебютный альбом Chicane, Far from the Maddening Crowds, вышел в 1997 году. Второй альбом, Behind the Sun, выпущенный в 2000 году, получил в Великобритании статус золотого. В 2007 году, после неудавшейся попытки выпуска альбома Easy to Assemble, на независимом лейбле Брейсгердла выходит третий альбом артиста Somersault. Вскоре после этого в честь десятилетия пластинки выпускается переиздание Far from the Maddening Crowds, включающее ремикс на песню «Offshore». В 2010 году выход альбом Giants, через два года — Thousand Mile Stare. Шестой студийный альбом музыканта, The Sum of Its Parts, вышел в начале 2015 года.
Работая под псевдонимом Disco Citizens, музыкант выпустил несколько инструментальных композиций в жанре прогрессив-хаус. Работал с певицей Vanessa Quinones и продюсером Mr. Joshua над проектом Mr. Joshua presents Espiritu и песней «In Praise of the Sun». Занимался исполнительным продюсированием сингла Tomski 14 Hours to Save the Earth. Под псевдонимом Sitvac выпустил сингл Wishful Thinking.

## Биография

### Ранние годы
В детстве Ник Брейсгердл практиковался в игре на гитаре и пианино. На него оказало влияние творчество Жана-Мишеля Жарра, Вангелиса, а также пионера синти-попа Винса Кларка. Ещё одним из факторов становления Ника как музыканта стал танцевальный хит «Anthem» в исполнении хаус-группы N-Joi. Все это побудило Ника к созданию мелодичной электронной танцевальной музыки, и в возрасте 12 лет он стал рассылать в звукозаписывающие компании свои демозаписи.

### 1996—1998: «Offshore» и первые успехи
Первым музыкальным релизом Ника стал мини-альбом Cyanide Music Volume One, выпущенный в 1996 году на лейбле Cyanide Records. Альбом был выполнен в различных стилях: от дип-хауса и бигбита до ню-диско. В том же году Cyanide Records выпустили мини-альбом Offshore #1, который содержал оригинальную версию песни «Offshore» три другие композиции, выполненные в различных стилях.
В эти годы Ник Брейсгердл основывает свою собственную звукозаписывающую компанию «Modena Records», которая до настоящего времени владеет всеми правами на произведения Chicane и занимается их распространением. В 1995 году в результате сотрудничества с Leo Elstob, Ник под псевдонимом Disco Citizens выпускает сингл «Right Here Right Now». В 1996 году на независимом лейбле «Xtravaganza», основанном другом Ника по колледжу Алексом Голдом, выходит трек «Offshore». Следом за ними были выпущены синглы Sunstroke и Offshore '97.
В сентябре 1997 года был издан первый альбом Chicane Far from the Maddening Crowds, в который вошли как новые песни, так и многочисленные версии ранее изданных. Затем последовали синглы Lost You Somewhere, Red Skies и внеальбомный сингл Strong in Love, в котором Брейсгердл использовал вокал британской певицы Sylvia Mason-James, которую открыл для себя после прослушивания ремикса Пола Окенфолда и Стива Осборна на песню группы U2 «Lemon». При создании этого сингла Ник впервые сотрудничал с Ray Hedges (продюсировавшим такие группы как B*Witched и Boyzone).

### 1999—2003: Совместные работы и новые хиты
В 1999 году выходит композиция «Saltwater», основанная на вокале Мойи Бреннан из песни «Theme from Harry’s Game», исполненной кельтской группой «Clannad». Вокальная партия Мойи Бреннан была специально перезаписана.
Ником был записан ремикс на песню Брайана Адамса «Cloud Number Nine». После этого произошло знакомство музыкантов, они стали часто видеться на студии Брейсгедла когда тот работал над своим будущим альбомом. Брейсгедл предложил Адамсу исполнить вокальную партию в своей новой песне «Don’t Give Up». После совместного переписывания текста, на студии Mothership Studios, принадлежащей друзьям Ника, вокал был записан. Вокал Адамса впоследствии был сильно обработан чтобы сгладить стиль более характерный для рок-музыки.
8 августа 2000 года выходит второй альбом Chicane Behind the Sun. В Великобритании альбом получил статус золотого. Уильям Рульман, рецензируя альбом для портала Allmusic, высказал предположение что несмотря на международный успех пластинки, в Америке ему суждено остаться популярной только в клубной среде.
Также, в 2002 году Брейсгедл поучаствовал в создании двух песен для альбома Шер Living Proof. Эти песни, «You Take It All» и «Alive Again», позже были выпущены в Европе как синглы.

### 2004—2008: Возникшие сложности и смена руководства
В течение следующих двух лет длилось судебное разбирательство с лейблом «Xtravaganza», которое закончилось уходом Chicane на «Music Group Warner» для выпуска следующего альбома. Первоначально выпуск альбома был намечен на 2003 год. Ему предшествовали синглы «love on the Run» и «Locking Down». Однако, несмотря на распространение промозаписей и периодически появлявшиеся сообщения о сдвиге даты релиза, альбом так и не был официально выпущен. Позже было заявлено, что выход альбома не состоялся из-за утечки в Интернет и нелегального распространения промозаписи.
Под руководством нового менеджера, Джона Кэванаха (англ. John Cavanagh), в апреле 2006 года на Globe Records при посредничестве Universal Music Group выходит сингл «Stoned in Love» с вокалом певца Тома Джонса, вошедший в Топ-10 UK Singles Chart.
В 2007 году стало известно, что Брейсгердл планирует заниматься выпуском и продвижением своего третьего альбома, Somersault, самостоятельно
16 июля 2007 года выходит сингл «Come Tomorrow», а через неделю, 23 июля, студийный альбом Somersault.
В октябре 2008 года Chicane выпускает сборник лучших песен The Best of Chicane: 1996—2008, а также при совместный с британской рок-группой Keane трек «Wake Up».

## Дискография
- 1997 — Far from the Maddening Crowds[3]
- 2000 — Behind the Sun[5]
- 2001 — Visions of Ibiza[13]
- 2007 — Somersault
- 2010 — Giants[14]
- 2012 — Thousand Mile Stare[15]
- 2015 — The Sum of Its Parts
- 2018 — The Place You Can't Remember, The Place You Can't Forget
- 2021 — Everything We Had to Leave Behind
- 2023 — Nevertheless